# Premi Nacional de Literatura de Xile
El Premi Nacional de Literatura de Xile, pertanyent als Premis Nacionals de Xile, és considerat el major guardó de literatura d'aquest país, creat el 9 de novembre de 1942 durant la presidència de Juan Antonio Ríos.
El premi consisteix en un lliurament indivisible d'una suma de diners i una pensió vitalícia. Es va atorgar anualment fins a la seva modificació el 8 de gener de 1972, data en què va començar a lliurar-se cada dos anys.
Per al seu atorgament es considera la qualitat del conjunt de la producció d'un autor, sense discriminació dels gèneres de la seva especialitat.

## Llista de guardonats
| Any  | Escriptor                  | Especialitat                                      | Fotografia |
| ---- | -------------------------- | ------------------------------------------------- | ---------- |
| 1942 | Augusto D'Halmar           | Novel·lista i contista                            |            |
| 1943 | Joaquín Edwards Bell       | Novel·lista i cronista                            |            |
| 1944 | Mariano Latorre            | Novel·lista i contista                            |            |
| 1945 | Pablo Neruda               | Poeta                                             |            |
| 1946 | Eduardo Barris             | Contista, dramaturg i novel·lista                 |            |
| 1947 | Samuel Lillo               | Poeta i novel·lista                               |            |
| 1948 | Ángel Cruchaga Santa María | Poeta i cronista                                  |            |
| 1949 | Pedro Prado                | Poeta, assagista i novel·lista                    |            |
| 1950 | José Santos González Vera  | Novel·lista                                       |            |
| 1951 | Gabriela Mistral           | Poeta                                             |            |
| 1952 | Fernando Santiván          | Novel·lista i contista                            |            |
| 1953 | Daniel de la Vega          | Poeta, dramaturg, cronista i novel·lista          |            |
| 1954 | Víctor Domingo Silva       | Poeta, dramaturg i novel·lista                    |            |
| 1955 | Francisco Antonio Alzina   | Assagista                                         |            |
| 1956 | Max Jara                   | Poeta                                             |            |
| 1957 | Manuel Rojas               | Novel·lista                                       |            |
| 1958 | Diego Dublé Urrutia        | Poeta                                             |            |
| 1959 | Hernán Díaz Arrieta        | Assagista                                         |            |
| 1960 | Julio Barrenechea          | Poeta i novel·lista                               |            |
| 1961 | Marta Brunet               | Novel·lista i contista                            |            |
| 1962 | Juan Guzmán Cruchaga       | Poeta                                             |            |
| 1963 | Benjamí Subercaseaux       | Novel·lista i assagista                           |            |
| 1964 | Francisco Coloane          | Contista i novel·lista                            |            |
| 1965 | Pablo de Rokha             | Poeta                                             |            |
| 1966 | Juvencio Valle             | Poeta                                             |            |
| 1967 | Salvador Reyes Figueroa    | Novel·lista i contista                            |            |
| 1968 | Hernán del Solar           | Assagista, poeta, novel·lista i contista infantil |            |
| 1969 | Nicanor Parra              | Poeta                                             |            |
| 1970 | Carlos Droguett            | Novel·lista i contista                            |            |
| 1971 | Humberto Díaz Casanueva    | Poeta                                             |            |
| 1972 | Edgardo Garrido            | Novel·lista                                       |            |
| 1974 | Sady Zañartu               | Novel·lista i contista                            |            |
| 1976 | Arturo Aldunate Phillips   | Poeta                                             |            |
| 1978 | Rodolfo Oroz               | Assagista                                         |            |
| 1980 | Roque Esteban Scarpa       | Novel·lista i assagista                           |            |
| 1982 | Marcela Paz                | Novel·lista infantil                              |            |
| 1984 | Braulio Arenas             | Poeta, dramaturg i novel·lista                    |            |
| 1986 | Enrique Campos Menéndez    | Novel·lista                                       |            |
| 1988 | Eduardo Anguita            | Poeta                                             |            |
| 1990 | José Donoso                | Novel·lista                                       |            |
| 1992 | Gonzalo Rojas              | Poeta                                             |            |
| 1994 | Jorge Edwards              | Novel·lista i contista                            |            |
| 1996 | Miguel Arteche             | Poeta, novel·lista i assagista                    |            |
| 1998 | Alfonso Calderón           | Poeta, novel·lista i assagista                    |            |
| 2000 | Raúl Zurita                | Poeta                                             |            |
| 2002 | Volodia Teitelboim         | Assagista                                         |            |
| 2004 | Armando Uribe              | Poeta                                             |            |
| 2006 | José Miguel Encalles       | Novel·lista i contista                            |            |
| 2008 | Efraín Barquero            | Poeta                                             |            |
| 2010 | Isabel Allèn               | Novel·lista                                       |            |
| 2012 | Óscar Hahn                 | Poeta                                             |            |
| 2014 | Antonio Skármeta           | Novel·lista                                       |            |
| 2016 | Manuel Silva Acevedo       | Poeta                                             |            |